# Palimanan (ort i Indonesien)
Palimanan är en ort i Indonesien.   Den ligger i provinsen Jawa Barat, i den västra delen av landet, 180 km öster om huvudstaden Jakarta. Palimanan ligger 26 meter över havet och antalet invånare är 92 600.
Terrängen runt Palimanan är platt åt nordost, men åt sydväst är den kuperad. Runt Palimanan är det mycket tätbefolkat, med 2 103 invånare per kvadratkilometer. Närmaste större samhälle är Cirebon, 14,6 km öster om Palimanan. Runt Palimanan är det i huvudsak tätbebyggt.